# Chambroncourt
Chambroncourt es una comuna francesa situada en el departamento de Alto Marne, en la región de Gran Este.

## Demografía
| 82 | 62 | 48 | 45 | 42 | 41 | 49 |
| Para los censos de 1962 a 1999 la población legal corresponde a la población sin duplicidades (Fuente: INSEE [Consultar]) |    |    |    |    |    |    |